# Herfølge Boldklub
El Herfølge Boldklub fue un equipo de fútbol de Dinamarca que jugó en la Superliga danesa, la liga de fútbol más importante del país.

## Historia
Fue fundado en el año 1921 en el suburbio de Herfølge, al sur de Køge, en la parte este de Selandia. Ha sido campeón de Liga en 1 ocasión y ha jugado en la Superliga danesa en 16 temporadas.
A nivel internacional ha participado en 3 torneos continentales, donde su mejor participación ha sido en la Copa UEFA de 2000/01, en la que fue eliminado en la Segunda ronda por el AEK Atenas FC de Grecia.
En el año 2009, el primer equipo se fusionó con el Køge Boldklub para crear al equipo profesional HB Køge, idea que tenían prevista desde el año 2007, pero que no se realizó por los problemas financieros que tenía el Køge Boldklub en abril de ese año.

## Palmarés
- Superliga danesa: 1

1999/2000

## Participación en competiciones de la UEFA
| Temporada | Torneo                | Ronda            | Club          | Casa | Visita | Global |
| --------- | --------------------- | ---------------- | ------------- | ---- | ------ | ------ |
| 1999      | Copa Intertoto        | 1                | MSK Zilina    | 0-2  | 0-2    | 0-4    |
| 2000-01   | UEFA Champions League | Clasificatoria 3 | Rangers FC    | 0-3  | 0-3    | 0-6    |
| 2000-01   | UEFA Cup              | 2                | AEK Atenas FC | 2-1  | 0-5    | 2-6    |

## Jugadores

### Jugadores destacados
| - Bjarne Pettersson - Miklos Molnar - Steven Lustü - Thomas Christiansen - Allan Nielsen - John “Faxe” Jensen - Jakob Bresemann - Emmanuel Ake - Jákup Mikkelsen (1995-01) - Nikola Sarić (2003-2008) | - Biri Biri (1978-81) - Ian Porteous (1988-89) - Ryan Reece (2009) - Alen Marcina (2005) |